# Paul Breitner
Paul Breitner (* 5. září 1951, Kolbermoor) je bývalý německý fotbalista.
S německou reprezentací se stal mistrem světa roku 1974, mistrem Evropy roku 1972 a roku 1982 vybojoval stříbrnou medaili na mistrovství světa. Za německý národní tým odehrál 48 zápasů a vstřelil 10 gólů.
S Bayernem Mnichov vyhrál v sezóně 1973–74 Pohár mistrů evropských zemí. Pětinásobný mistr Německa (1972, 1973, 1974, 1980, 1981), dvojnásobný mistr Španělska (1975, 1976). Dvakrát vyhrál DFB-Pokal (1971, 1982), jednou španělský pohár (1975).
Roku 1974 skončil v anketě Zlatý míč na čtvrtém místě, roku 1981 na druhém, ve stejném roce získal v Německu ocenění Fotbalista roku. Pelé ho roku 2004 zařadil mezi 125 nejlepších žijících fotbalistů.
Byl znám svým "afro" účesem a plnovousem.

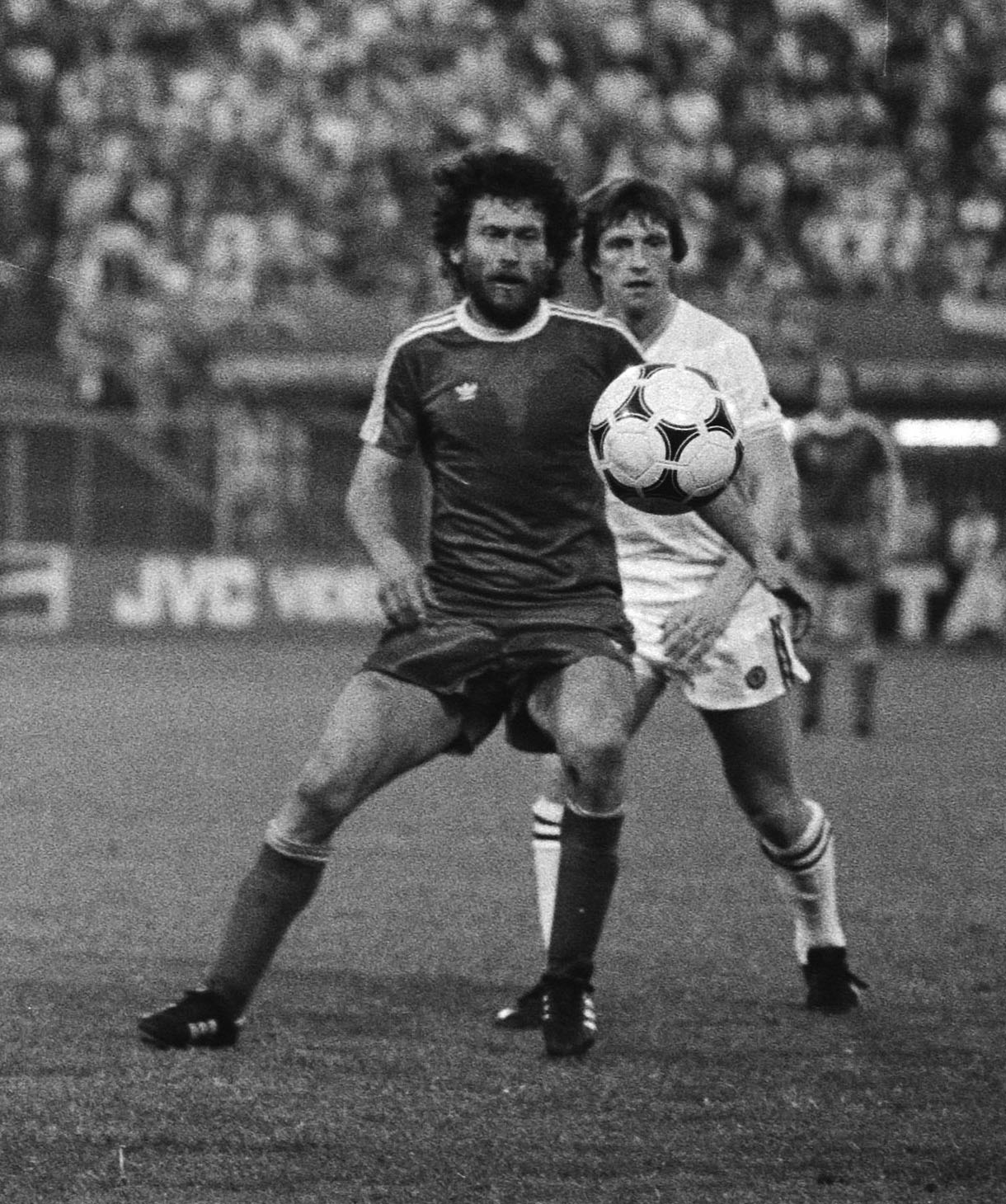
Breitner (vlevo) v Bayernu Mnichov ve finále PMEZ 1982